# Acacia polyphylla
Acacia polyphylla é uma espécie de leguminosa do gênero Acacia, pertencente à família Fabaceae.